# Sanda, Strängnäs kommun
Sanda är en bebyggelse i Aspö socken i Strängnäs kommun, belägen på västra sidan av Tosterön cirka 6 km nordväst om centrala Strängnäs. Direkt norrut ligger småorten Björktorp. Bebyggelsen avgränsades av SCB till en småort mellan 1990 och 2015. Vid avgränsningen 2015 klassades bebyggelsen som sammanväxt med den i Björktorp vilket då klassades som en tätort namnsatt till Björktorp och Sanda. Vid avgränsningen 2020 var bebyggelsen uppdelad igen men Sanda blev kvar klassad som tätort. 

## Befolkningsutveckling
| Befolkningsutvecklingen i Sanda 1995–2020                                                                      | Befolkningsutvecklingen i Sanda 1995–2020 | Befolkningsutvecklingen i Sanda 1995–2020 | Befolkningsutvecklingen i Sanda 1995–2020 | Befolkningsutvecklingen i Sanda 1995–2020 |
| --- | ----------------------------------------- | ----------------------------------------- | ----------------------------------------- | ----------------------------------------- |
| |                                           |                                           |                                           |                                           |
| År |                                           |                                           | Folkmängd                                 | Areal (ha)                                |
| 1995 | 1995                                      |                                           | 104                                       | 22#                                       |
| 2000 | 2000                                      |                                           | 109                                       | 29#                                       |
| 2005 | 2005                                      |                                           | 116                                       | 41#                                       |
| 2010 | 2010                                      |                                           | 161                                       | 45#                                       |
| 2020 | 2020                                      |                                           | 289                                       | 96                                        |
| Anm.: Ej småort 2015, då området växte samman med tätorten Björktorp och Sanda, tätort från 2020 # Som småort. |                                           |                                           |                                           |                                           |

| Befolkningsutvecklingen i Björktorp och Sanda 2015–2018                    | Befolkningsutvecklingen i Björktorp och Sanda 2015–2018 | Befolkningsutvecklingen i Björktorp och Sanda 2015–2018 | Befolkningsutvecklingen i Björktorp och Sanda 2015–2018 | Befolkningsutvecklingen i Björktorp och Sanda 2015–2018 |
| -------------------------------------------------------------------------- | ------------------------------------------------------- | ------------------------------------------------------- | ------------------------------------------------------- | ------------------------------------------------------- |
|                                                                            |                                                         |                                                         |                                                         |                                                         |
| År                                                                         |                                                         |                                                         | Folkmängd                                               | Areal (ha)                                              |
| 2015                                                                       | 2015                                                    |                                                         | 433                                                     | 170                                                     |
| Anm.: ny tätort 2015. Var före dess de två småorterna Björktorp och Sanda. |                                                         |                                                         |                                                         |                                                         |